# Vespucci
I Vespucci furono un'antica famiglia nobiliare di Firenze, originaria di Peretola. Nota soprattutto per aver dato i natali ad Amerigo Vespucci, furono tra le più importanti famiglie alleate dei Medici. Famiglia mecenate, commissionò opere d'arte ad artisti quali Sandro Botticelli e Domenico Ghirlandaio ed ebbe un notevole peso nella vita politica fiorentina.

## Storia familiare

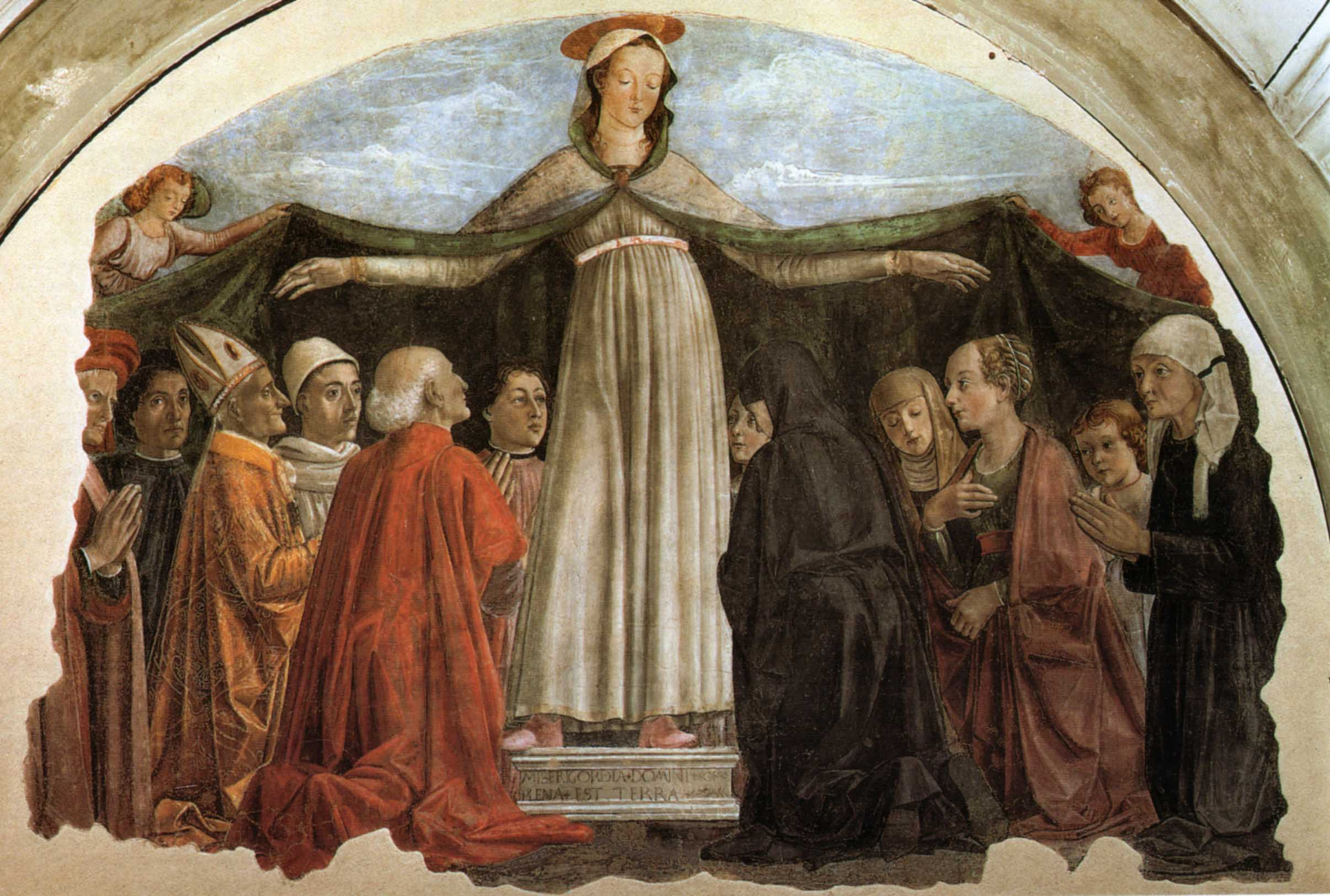
Domenico Ghirlandaio, Madonna della Misericordia, quest'opera contiene numerosi ritratti dei membri della famiglia Vespucci, tra cui forse anche Amerigo (primo a sinistra della Vergine).

La famiglia, di cui gli esponenti più antichi di cui abbiamo notizia furono un certo Vespuccio e un certo Spinello, si era inurbata a Firenze alla fine del XIII secolo, dedicandosi a quelle attività manifatturiere e bancarie che furono alle origini della fortuna della città. Ebbero tre Gonfalonieri di Giustizia e intrapresero la carica di priori nella Repubblica fiorentina ben venticinque volte, ma non moltissimi come altre famiglie. 
I Vespucci avevano le loro case nella zona del Prato di Ognissanti e furono tra i principali responsabili dell'abbellimento della chiesa di Ognissanti, dove avevano una propria cappella affrescata dal Ghirlandaio, della quale resta oggi l'affresco della Madonna della Misericordia. Nella stessa chiesa, verso il 1480, avevano fatto realizzare gli affreschi del San Girolamo a Ghirlandaio e del Sant'Agostino nello studio a Botticelli. 
Il palazzo di famiglia si trovava in Borgo Ognissanti, dove oggi si trova la sede storica dell'Ospedale vecchio di San Giovanni di Dio, costruito incorporando i preesistenti palazzi della famiglia Vespucci e fondato proprio grazie alla donazione di Simone di Piero Vespucci nel 1382-1388. Un altro importante palazzo si trovava in via de' Servi (poi detto palazzo Incontri), ricchissimo di opere d'arte poi disperse. Un altro possedimento della famiglia si trova in via San Felice a Ema, Villa Ridolfi ( o Il Ronco), sulla cui facciata è stata posta una lapide la quale ricorda che il celebre Amerigo passò ivi la sua fanciullezza. 
Una prima vocazione ai commerci via mare della famiglia si legge nella figura di Pietro Vespucci, comandante di una galea fiorentina costruita a Pisa, con cui commerciò proficuamente in Oriente, scambiando lane e sete con spezie rare. Accusato di aver preso parte alla congiura dei Pazzi (1478), seppure come figura di contorno, venne scagionato grazie ai suoi parenti attivi nei banchi di prestito a Napoli che sollecitarono l'aiuto di re Ferdinando, al quale il Magnifico non poté dire di no, poiché stava cercando di pacificarsi con il sovrano aragonese. 
Nel XV secolo gli ottimi rapporti tra Medici e Vespucci sono comunque testimoniati dall'invio di Guidantonio Vespucci al re di Francia da parte di Lorenzo il Magnifico, per chiedere aiuti militari e monetari contro l'attacco di Sisto IV proprio in seguito alla Congiura. 

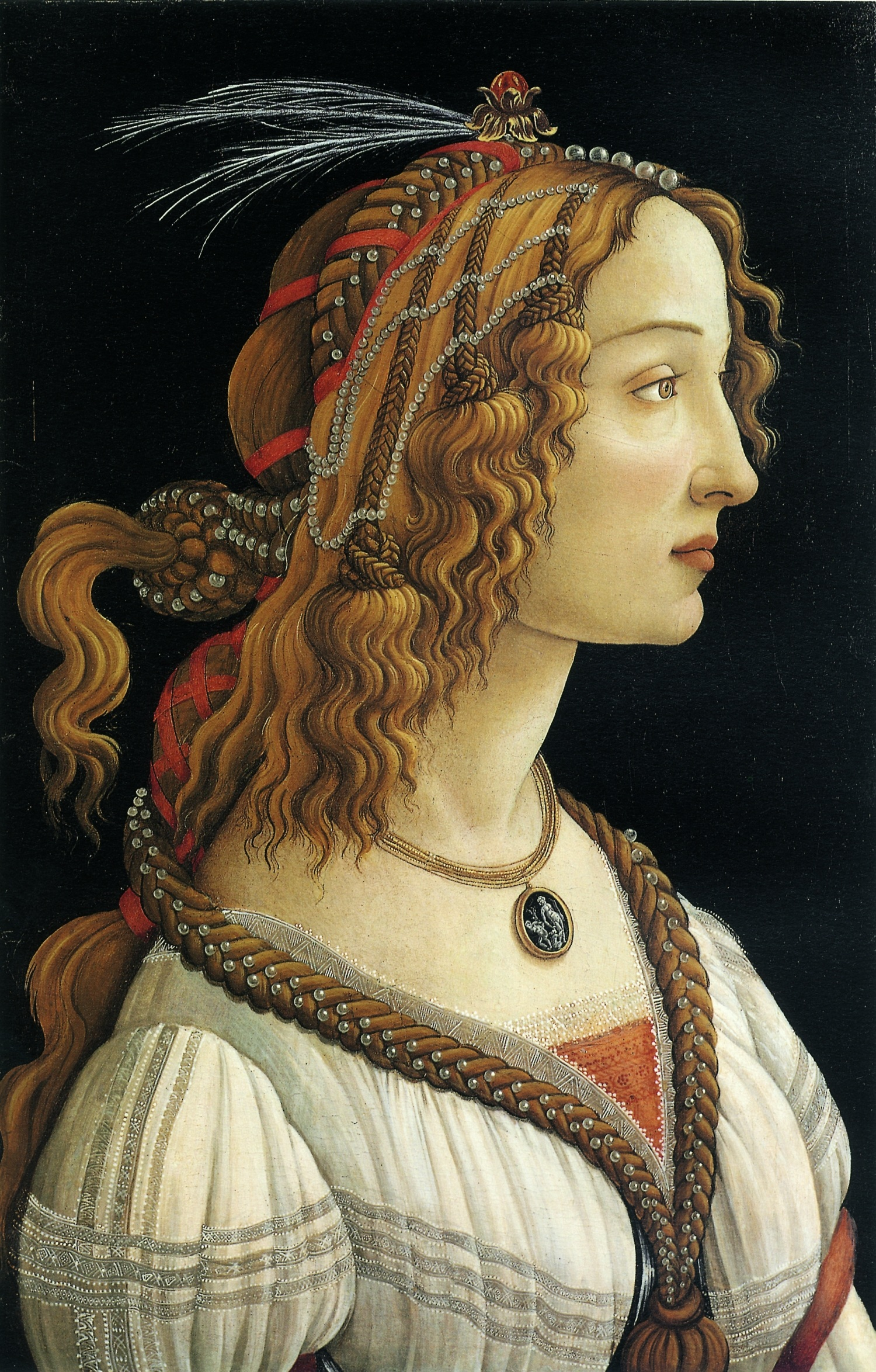
Simonetta Vespucci, nata Cattaneo, ritratta dal Botticelli.

Sempre nello stesso periodo fu una celebre apparizione nella vita sociale e artistica fiorentina quella di Simonetta Cattaneo, maritata a Marco Vespucci, figlio di Pietro. La nobile genovese fu fissata dalla sua prematura morte a soli ventitré anni nel 1476. Di lei si innamorò Giuliano de' Medici e lo stesso Botticelli, che ne fece la sua Musa. Per lei scrissero poesie Agnolo Poliziano (che la definì la Sans pareil, la "senza paragoni"), Luigi Pulci e lo stesso Lorenzo il Magnifico, mentre tra gli artisti venne ritratta da Piero di Cosimo e il già citato Botticelli, che la immortalò anche nella celeberrima Nascita di Venere.
Il ramo principale della famiglia discendeva da quel Simone fondatore dell'Ospedale, mentre numerosi erano i rami secondari. Tra questi c'era quello di Nastagio, poco benestante e ricordato come buon bevitore di vino. Suo figlio fu il celebre Amerigo Vespucci, che diede il proprio nome al continente America. Egli, ottenuta la fiducia di Lorenzo il Popolano, cugino di secondo grado del Magnifico, ne divenne amministratore delle proprietà e, successivamente, venne inviato a Siviglia per controllare gli affari di una filiale locale del Banco mediceo. Qui Amerigo maturò la volontà di avventurarsi nella navigazione transatlantica, partendo per viaggi che scoprirono ampi tratti di costa americana, tanto che i cartografi, quando si resero conto di avere a che fare con un nuovo continente, decisero di chiamarlo proprio col suo nome, che in latino suonava Americus.
La marchesa Enrichetta Vespucci, ultima discendente della prestigiosa famiglia, sposa nel 1853 il patriota Antonio Colocci (1821-1908) rampollo dell'antica casata dei marchesi Colocci, nella quale apporterà l'eredità del casato. 
Il 18 aprile 1927, i Colocci ottennero formalmente il decreto reale da Vittorio Emanuele III di fregiarsi, come i suoi discendenti, anche del nome dei Vespucci.

## Stemma

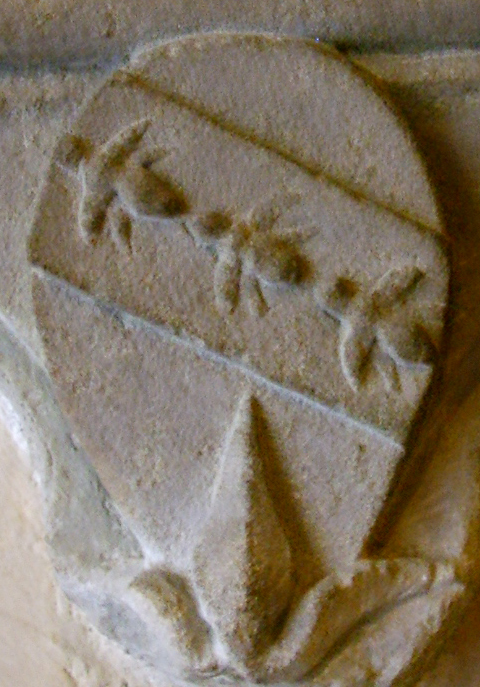
Stemma dei Vespucci

Lo stemma dei Vespucci è un'arma parlante. In campo rosso una banda azzurra è seminata di vespe d'oro; si trovano varianti dello stemma (molto frequenti) con solo tre vespe. Dal 1463 venne aggiunto in quarto franco d'argento un vaso d'oro pieno di viole, per concessione di papa Paolo II. Dopo i viaggi di Amerigo venne adottata l'impresa dell'aquila in volo che tiene nel becco il cartiglio con l'iscrizione latina Omnem terram ("In ogni terra").

Stemma della famiglia Vespucci: Di rosso, alla banda d'azzurro seminata di vespe d'oro.[3]
Variante con tre vespe (anziché seminato)
Stemma dopo la concessione del 1463: Di rosso, alla banda cucita d'azzurro, seminata di vespe d'oro; al quartier franco d'argento, ad un vaso d'oro con viole al naturale.[4]

## Albero genealogico

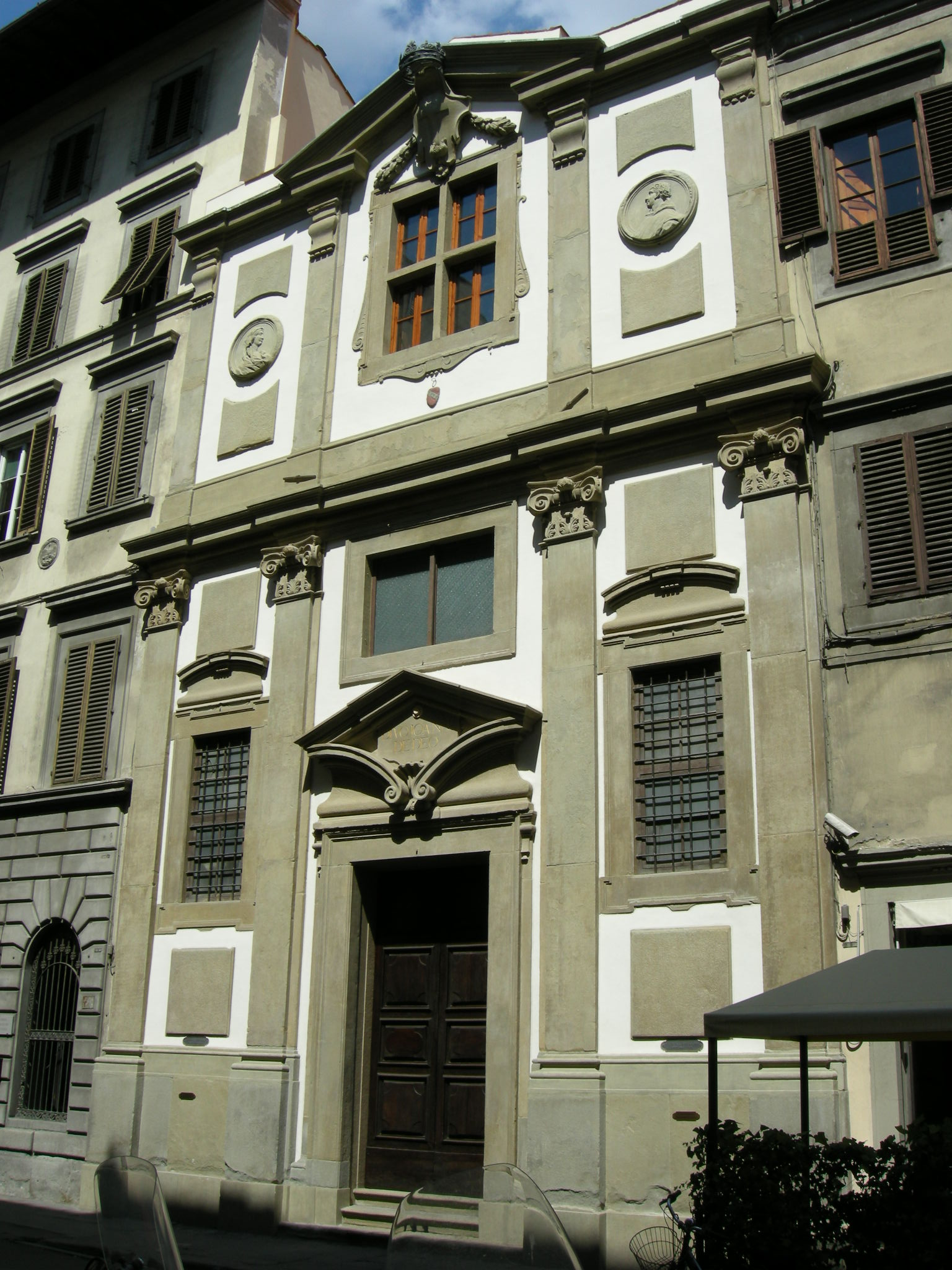
Chiesa dell'Ospedale vecchio di San Giovanni di Dio

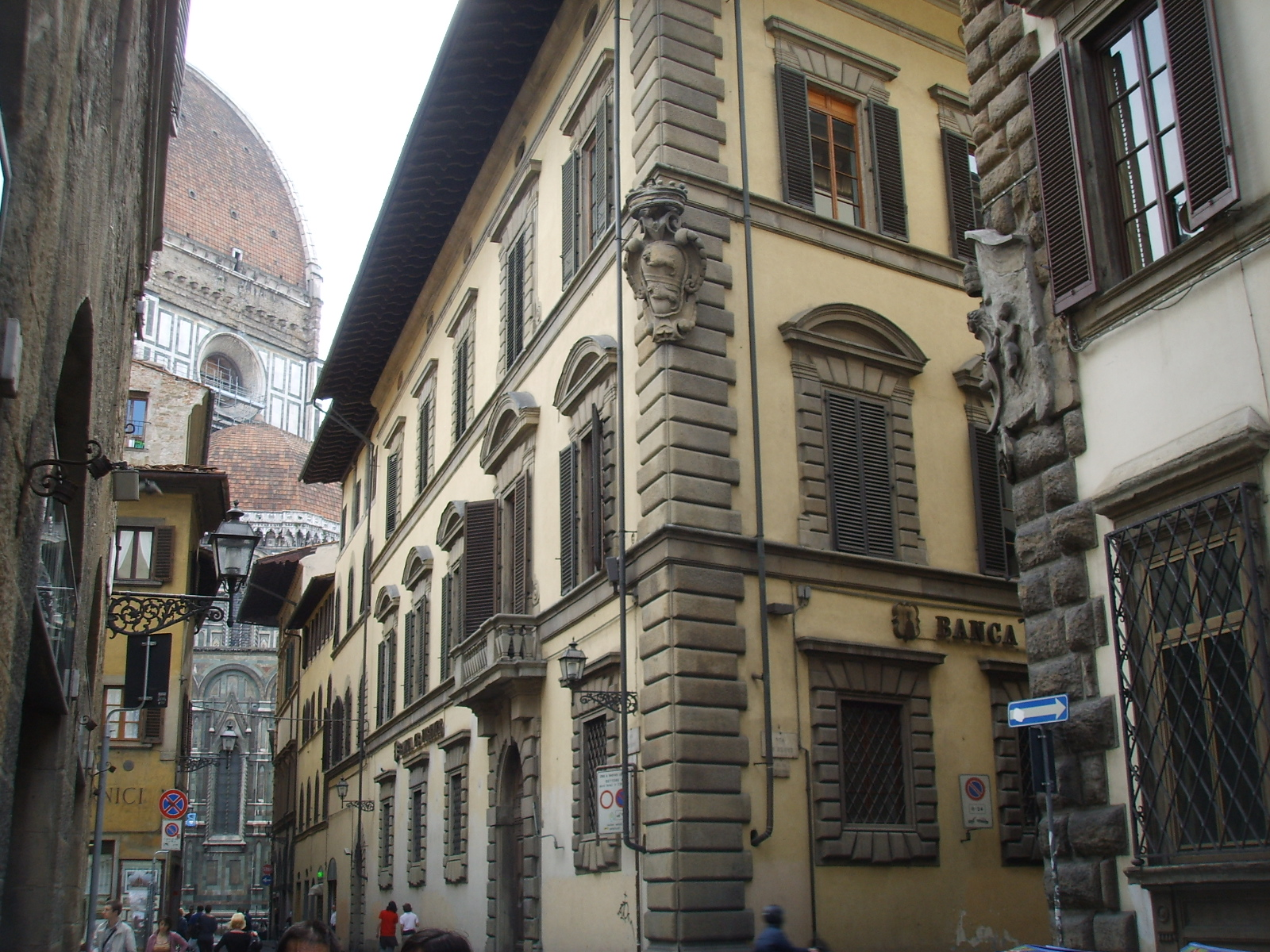
Palazzo Incontri, già Vespucci

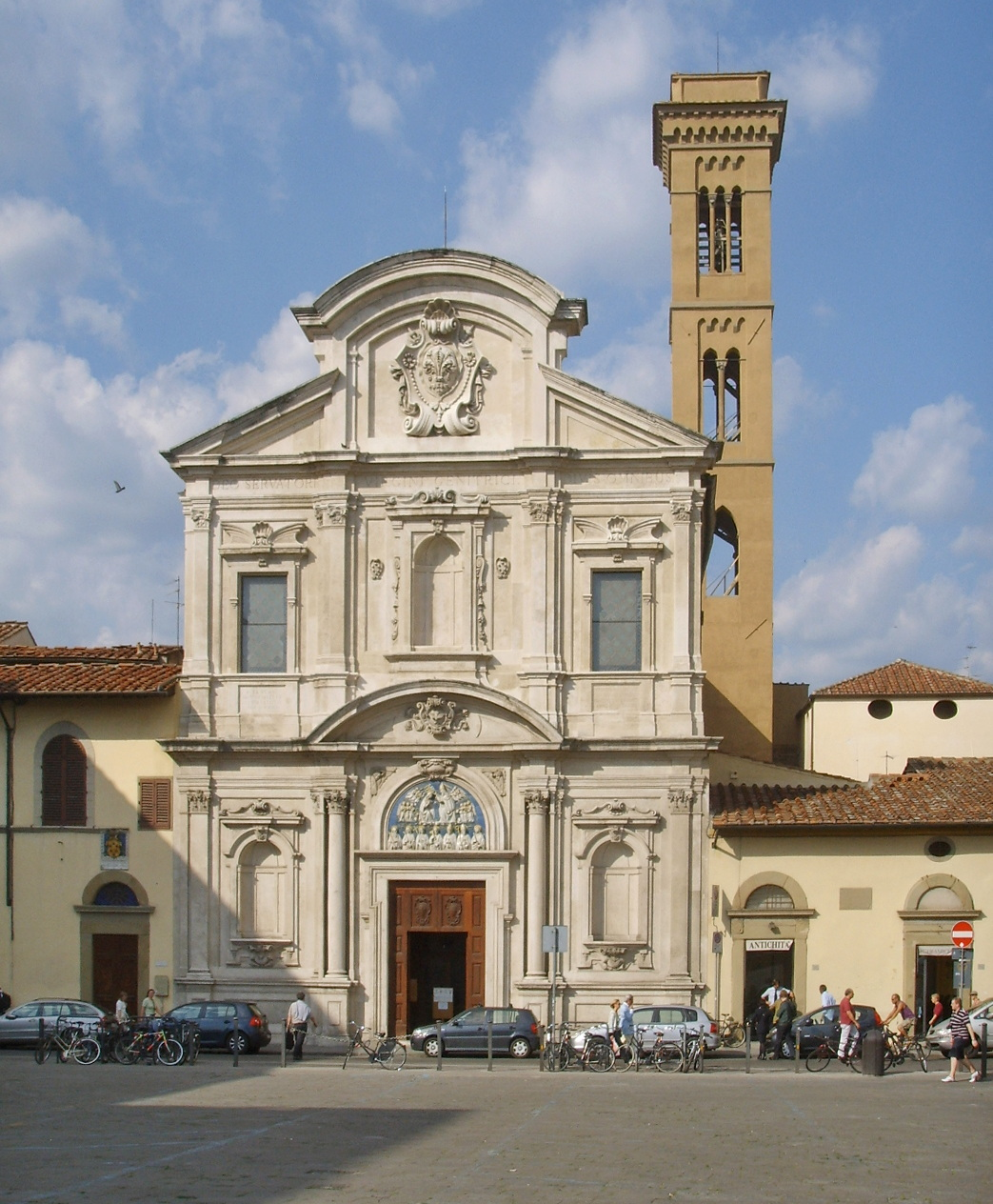
Chiesa di Ognissanti, patronata dalla famiglia Vespucci

Segue l'albero genealogico parziale della famiglia Vespucci:
|                   |                   |                                            |                                            |                                                    |                                                    |                           |                           |                   |                   |                   |                   |                   |                   |                                        |                                        |
|                   |                   |                                            |                                            |                                                    |                                                    |                           |                           |                   |                   | VESPUCCI          |                   |                   |                   |                                        |                                        |
|                   |                   |                                            |                                            |                                                    |                                                    |                           |                           |                   |                   |                   |                   |                   |                   |                                        |                                        |
|                   |                   |                                            |                                            |                                                    |                                                    |                           |                           |                   |                   |                   |                   |                   |                   |                                        |                                        |
|                   |                   |                                            |                                            |                                                    |                                                    |                           |                           |                   |                   | Spinello          |                   |                   |                   |                                        |                                        |
|                   |                   |                                            |                                            |                                                    |                                                    |                           |                           |                   |                   |                   |                   |                   |                   |                                        |                                        |
|                   |                   |                                            |                                            |                                                    |                                                    |                           |                           |                   |                   |                   |                   |                   |                   |                                        |                                        |
|                   |                   |                                            |                                            |                                                    |                                                    |                           |                           |                   |                   | Vespino           |                   |                   |                   |                                        |                                        |
|                   |                   |                                            |                                            |                                                    |                                                    |                           |                           |                   |                   |                   |                   |                   |                   |                                        |                                        |
|                   |                   |                                            |                                            |                                                    |                                                    |                           |                           |                   |                   |                   |                   |                   |                   |                                        |                                        |
|                   |                   |                                            |                                            |                                                    |                                                    |                           | Bartolo                   | Bartolo           |                   |                   |                   |                   |                   | Bruno                                  | Bruno                                  |
|                   |                   |                                            |                                            |                                                    |                                                    |                           |                           |                   |                   |                   |                   |                   |                   |                                        |                                        |
|                   |                   |                                            |                                            |                                                    |                                                    |                           |                           |                   |                   |                   |                   |                   |                   |                                        |                                        |
|                   |                   |                                            |                                            | Michele                                            | Michele                                            |                           |                           |                   |                   | Piero             | Piero             |                   |                   | Lapo fl. 1415                          | Lapo fl. 1415                          |
|                   |                   |                                            |                                            |                                                    |                                                    |                           |                           |                   |                   |                   |                   |                   |                   |                                        |                                        |
|                   |                   |                                            |                                            |                                                    |                                                    |                           |                           |                   |                   |                   |                   |                   |                   |                                        |                                        |
|                   |                   |                                            |                                            | Stagio                                             | Stagio                                             |                           |                           |                   |                   | Simone -1400      | Simone -1400      |                   |                   | Giuliano fl. 1461                      | Giuliano fl. 1461                      |
|                   |                   |                                            |                                            |                                                    |                                                    |                           |                           |                   |                   |                   |                   |                   |                   |                                        |                                        |
|                   |                   |                                            |                                            |                                                    |                                                    |                           |                           |                   |                   |                   |                   |                   |                   |                                        |                                        |
|                   |                   |                                            |                                            | Amerigo 1394-1472 ⚭ Nanna Onesti (1405 circa-1467) | Amerigo 1394-1472 ⚭ Nanna Onesti (1405 circa-1467) |                           |                           |                   | Giovanni fl. 1428 | Giovanni fl. 1428 |                   | Piero fl. 1427    | Piero fl. 1427    | Piero 1432-1485                        | Piero 1432-1485                        |
|                   |                   |                                            |                                            |                                                    |                                                    |                           |                           |                   |                   |                   |                   |                   |                   |                                        |                                        |
|                   |                   |                                            |                                            |                                                    |                                                    |                           |                           |                   |                   |                   |                   |                   |                   |                                        |                                        |
|                   |                   | Nastagio 1426-1482 ⚭ Lisa di Giovanni Mini | Nastagio 1426-1482 ⚭ Lisa di Giovanni Mini | Guido Antonio 1436-1501                            | Guido Antonio 1436-1501                            | Giorgio Antonio 1434-1514 | Giorgio Antonio 1434-1514 | Guidantonio -1501 | Guidantonio -1501 | Simone            | Simone            | Bernardo fl. 1468 | Bernardo fl. 1468 | Marco ⚭ Simonetta Cattaneo (1453-1476) | Marco ⚭ Simonetta Cattaneo (1453-1476) |
|                   |                   |                                            |                                            |                                                    |                                                    |                           |                           |                   |                   |                   |                   |                   |                   |                                        |                                        |
|                   |                   |                                            |                                            |                                                    |                                                    |                           |                           |                   |                   |                   |                   |                   |                   |                                        |                                        |
| Amerigo 1454-1512 | Amerigo 1454-1512 | Antonio                                    | Antonio                                    | Girolamo                                           | Girolamo                                           |                           |                           | Giovanni 1496     | Giovanni 1496     | Niccolò 1474-1535 | Niccolò 1474-1535 | Piero fl. 1512    | Piero fl. 1512    |                                        |                                        |
|                   |                   |                                            |                                            |                                                    |                                                    |                           |                           |                   |                   |                   |                   |                   |                   |                                        |                                        |
|                   |                   |                                            |                                            |                                                    |                                                    |                           |                           |                   |                   |                   |                   |                   |                   |                                        |                                        |
|                   |                   | Giovanni 1486-dopo 1528                    | Giovanni 1486-dopo 1528                    |                                                    |                                                    |                           |                           |                   |                   |                   |                   | Vincenzo 1537     | Vincenzo 1537     |                                        |                                        |